# Chronik des Gettos Lodz/Litzmannstadt
Die so genannte Lodzer Getto-Chronik ist ein kollektives Tagebuch in polnischer und deutscher Sprache, das Aufzeichnungen über das Leben und Sterben von mehr als 200.000 Juden enthält, die im Ghetto Litzmannstadt zwischen 1940 und 1944 unter extremsten Bedingungen ums Überleben kämpften.
Die Edition der Chronik des Gettos Lodz/Litzmannstadt war ein Projekt der Arbeitsstelle Holocaustliteratur in Zusammenarbeit mit Wissenschaftlern der Universität und dem Staatsarchiv Łódź (Archiwum Państwowe w Łodzi). 2007 erschien eine vollständige deutsche Ausgabe; 2009 wurde die polnische Version publiziert. Seit Juni 2011 ist der letzte Jahrgang der Getto-Chronik auch online verfügbar.

## Die Lodzer Getto-Chronik
Die Chronik wurde zwischen dem 12. Januar 1941 und dem 31. Juli 1944 von etwa 15 Mitarbeitern verfasst, die vor dem Krieg überwiegend als Wissenschaftler, Schriftsteller oder Journalisten tätig waren.
Die Chronik entstand zwar im Verborgenen, aber doch im Auftrag des „Judenältesten“ Mordechai Chaim Rumkowski. Dieser halb-offizielle Charakter der Chronik macht sie zu einem wichtigen Intertext und zu einer Referenzfolie für viele andere Texte (Memoiren, Tagebuchaufzeichnungen, aber auch fiktionale Literatur) der Zeit und der Region. Es entsteht ein vielschichtiges Bild vom Leben im so genannten Jüdischen Wohnbezirk/Getto (beides NS-Tarnbezeichnungen des Sammellagers innerhalb der Judenvernichtung) und der Stellung bzw. dem Selbstverständnis der Mitglieder der von den Nationalsozialisten so genannten und ernannten „jüdischen Selbstverwaltung“. Für die historische Forschung ist die Chronik von unschätzbarem Wert: In ihr fanden die Deportationen Eingang, sie verzeichnet alle relevanten Tagesereignisse, und sie zeigt die Verbindungen von Getto- und Stadtverwaltung der Nationalsozialisten auf.
Zu den eher trockenen Berichtspassagen treten im Laufe der Zeit immer stärker feuilletonistische Passagen („Kleiner Gettospiegel“, „Man hört, man spricht“, „Getto-Humor“) hinzu, die die Chronik auch zu einem wichtigen literarischen Text machen. Die Chronik berichtet immer tagesaktuell, eventuell bemerkte Fehler werden immer in den darauf folgenden Tagesberichten korrigiert. Eine interne Zensurkommission prüfte die Texte, bevor sie in die Akten aufgenommen wurden: Sie sollte die Autoren zum einen vor Übergriffen der Deutschen bewahren, falls die Chronik in deren Hände fiel, und sie vor Repressalien durch Rumkowski schützen, der großen Wert auf eine positive Darstellung seiner Person legte.

## Textausgaben
- Die Chronik des Gettos Lodz / Litzmannstadt (= Schriftenreihe zur Lodzer Getto-Chronik). Hrsg. von Sascha Feuchert, Erwin Leibfried, Jörg Riecke. 5 Bände. Wallstein, Göttingen 2007, ISBN 978-3-89244-834-1.
  - Band 5: 1944 (Scan in der Google-Buchsuche).
  - Chronik des Gettos Lodz / Litzmannstadt – Das letzte Jahr (getto-chronik.de (Memento vom 22. März 2016 im Internet Archive). In: getto-chronik.de)
- Kronika Getta Łódzkiego / Litzmannstadt Getto 1941–1944. Opracowanie i redakcja naukowa Julian Baranowski, Krystyna Radziszewska, Jacek Walicki, Ewa Wiatr, Piotr Zawilski u. a. 5 Bände. Archivum Panstwowe w Łódzi, Wydawnictwo Uniwersytetu Łódzkiego, Lodz 2009, ISBN 978-83-906809-2-7.